# Aeroportul Tinak
Aeroportul Tinak (IATA: TIC, FAA LID: N18) este un aeroport din Insulele Marshall ce deservește zona Arno Atoll⁠(d).
Situat la o altitudine de 1 m, aeroportul dispune de o singură pistă.